# Jüdisches Gymnasium Moses Mendelssohn
Das Jüdische Gymnasium Moses Mendelssohn (umgangssprachlich auch als JGMM bezeichnet), vormals Knabenschule der jüdischen Gemeinde, später Mittelschule der Jüdischen Gemeinde, ist heute eine staatlich anerkannte Privatschule der Jüdischen Gemeinde zu Berlin. Als konfessionsgebundene Schule nimmt sie sowohl jüdische als auch nichtjüdische Schüler auf. Das Schulgebäude befindet sich in der Großen Hamburger Straße in Berlin-Mitte. Bis Sommer 2012 trug die Schule den Namen Jüdische Oberschule (umgangssprachlich auch als JOS bezeichnet).

## Geschichte
Im 18. Jahrhundert wurden die Kinder der Jüdischen Gemeinde notdürftig im Schreiben sowie in der Talmud- und Bibellehre unterrichtet. Moses Mendelssohn (1729–1786) wollte aber, dass auch arme Kinder Unterricht erhielten und ihnen neben Bibel und Talmud auch Deutsch, Mathematik, Französisch, Biologie und Physik gelehrt werden konnte. Mendelssohn und seine Freunde beschlossen eine Schule zu gründen. 1778 entstand auf Initiative von David Friedländer und Isaak Itzig die jüdische Freischule. Nach Itzigs Tod wurde 1806 Lazarus Bendavid Direktor. 1825/1826 wurde die Freischule mit den Talmud-Tora-Schulen der Gemeinde zur Jüdischen Gemeindeschule vereinigt.

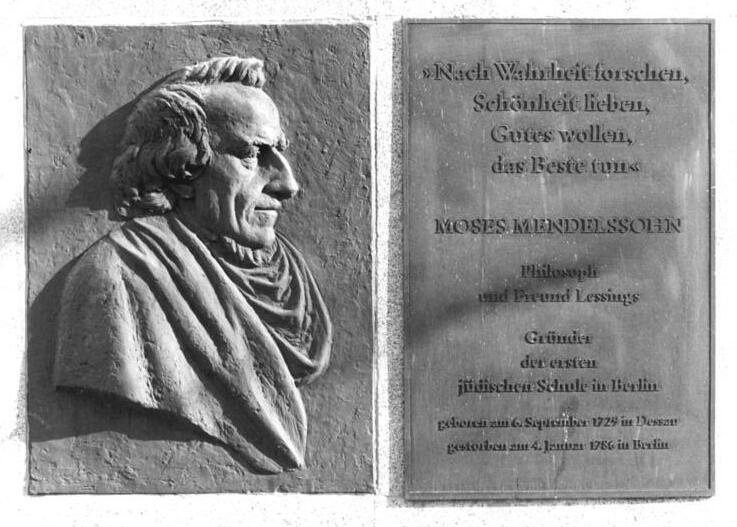
Gedenktafel am Jüdischen Gymnasium von 1976

1860 wurde über den Bau in der Großen Hamburger Straße 27 entschieden. Durch einen Ministerialerlass wurde der Bau bewilligt. Nur mit zusätzlichen Geldmitteln konnte es sich die Jüdische Gemeinde 1861 leisten, mit dem Bau zu beginnen. 1862 wurde das neue Gebäude der Knabenschule der Jüdischen Gemeinde nach einem Entwurf von Johann Hoeniger fertiggestellt und am 14. Juni 1863 bezogen. 1906 erfolgte der Umzug in einen Neubau. 1923 wurde sie eine öffentliche Mittelschule mit 9 Klassen. Nach dem Zusammenschluss 1931 mit einer Mädchen-Mittelschule umfasste sie fast 500 Schüler, 1934 dann über 1000 Schüler. Langjähriger Direktor (1911–1931) war Joseph Gutmann (1865–1941), ihm folgte (1931–1938) Heinemann Stern (1878–1957) und zuletzt Georg Feige (1877–1944), der im KZ Theresienstadt ums Leben kam.
1942 teilte das Reichssicherheitshauptamt mit, dass das Gebäude bis zum 15. April zu räumen sei, da das Schulgebäude fortan, von 1942 bis 1945, als Deportationslager für Berliner Juden genutzt werde. Nach dem Zweiten Weltkrieg war von 1960 bis 1992 im Gebäude die Kommunale Berufsschule „Professor Richard Fuchs“ untergebracht. 1992 zog die Jüdische Grundschule ein und nutzte das Gebäude gemeinsam mit der Berufsschule. Gleichzeitig begann der Umbau und die Sanierung des Hauses, sodass mit Beginn des Schuljahres 1993/94 27 Schülerinnen und Schüler die siebte Klasse der Jüdischen Oberschule besuchten. Am 20. Oktober 1993 wurde die Jüdische Oberschule neu eingeweiht. Das Gebäude entstand nach einem Entwurf des Baumeisters Johann Hoeniger und ist ein gelistetes Baudenkmal.
Zum Zeitpunkt der Wiedereröffnung galt die Schule als das erste jüdische Gymnasium in Deutschland nach dem Holocaust und setzt eine Tradition fort, die durch die nationalsozialistische Schließung 1942 jäh unterbrochen wurde. Das Berliner Architektenpaar Kay Zareh und Ruth Golan wurden mit der Umgestaltung und Modernisierung der historischen Schulräume im Sinne einer integrativen Lernumgebung beauftragt und baute das Dachgeschoss mit einem Glastunnel modern aus.
Im Schuljahr 2022/23 lernen etwa 500 jüdische und nichtjüdische Schüler an der Schule, von denen manche bereits ab der 5. Klasse im grundständigen Zweig unterrichtet wurden. Die Klassengröße ist auf 24 Schülerinnen und Schüler begrenzt. Alle Schülerinnen und Schüler, unabhängig ob sie jüdischen Glaubens sind oder nicht, nehmen am gemeinsamen jüdischen Religions- und Hebräischunterricht sowie am koscheren Mittagessen teil. Das Schuljahr berücksichtigt die jüdischen Fest- und Feiertage. Seit Sommer 2012 trägt die Schule den Namen Jüdisches Gymnasium Moses Mendelssohn. Im Schuljahr 2020/2021 wurde zusätzlich die Jüdischen Oberschule (JOS) als Integrierte Sekundarschule wiedergegründet, die seit dem Schuljahresbeginn 2023/2024 den Namen Rabbinerin-Regina-Jonas-Schule (JONAS) trägt.

## Angebote
Die Schule nimmt am Berliner Programm zur vertieften Berufsorientierung (BvBO) und Komm auf Tour – meine Stärken, meine Zukunft teil und bietet ihren Schülern eine Unterstützung bei der Berufsorientierung und Berufswahlentscheidung.

## Ehemalige Schüler
- Max Czollek (* 1987), Lyriker
- Joseph Weizenbaum (1923–2008), Informatiker, Gesellschaftskritiker